# Doubrava (Aš)
Doubrava (německy a do roku 1947 Grün) je vesnice, část města Aš v okrese Cheb v Karlovarském kraji. Nachází se na hranicích s německým Svobodným státem Sasko. Doubrava je v osadním výboru se sousední obcí Kopaniny.

## Geografie
Doubrava leží přibližně šest kilometrů severovýchodně od Aše v nadmořské výšce 507 metrů. V blízkosti se nachází přírodní park Halštrov. Doubrava se nalézá na státní hranici s Německem, přesněji se saským zemským okresem Fojtsko. Hned za státní hranicí se nachází lázeňské město Bad Elster. Hraniční přechod mezi Doubravou a Bad Elsterem, otevřený v roce 1996, byl do roku 2008 pouze turistický. Se vstupem České republiky do Schengenského prostoru byl hraniční přechod otevřen i pro osobní automobilovou dopravu. Stalo se tak i přes to, že města Aš i Bad Elster proti otevření přechodu pro automobilovou dopravu protestovala kvůli možnému znečištění přírodního parku. Počátkem roku 2009 nechala radnice Bad Elsteru udělat průzkum. Zjistilo se, že přes přechod projede měsíčně na 10 tisíc vozidel. V současné době se hledají možnosti, jak dopravu z Doubravy odklonit.

## Historie
Doubrava je poprvé zmiňována již v roce 1392 jako majetek Konráda z Neubergu. Na přelomu 14. a 15. století získávají Doubravu Zedtwitzové, kteří jí vlastní po dalších 500 let, až do roku 1945. Kolem roku 1600 byl v Doubravě postaven zámek, který byl v 18. století přebudován do novogotického stylu. Nad vchodem je zasazen znak Zedwitzů, pocházející z trosek zámku v Kopaninách. V roce 1990 byla budova zámku opravena a sloužila do roku 2017 jako restaurace. V 17. století zde existovaly papírny, jež vyvážely papír do celé Evropy, ale po 2. světové válce zanikly.
V 19. století bylo místo oblíbeným cílem turistů, proto se zde také nacházelo pět restaurací. Po druhé světové válce a odsunu německého obyvatelstva počet obyvatel citelně klesl. Nejvyššího počtu obyvatel dosáhla Doubrava v roce 1930, kdy zde žilo ve 128 domech přes osm set obyvatel.
Do Doubravy vede z Aše turistická cesta, o které se říká, že je jednou z nejkrásnějších na Ašsku. Jedná se o stezku značenou žlutou značkou, která začíná na rozcestí pod rozhlednou na Háji, a vede podél řeky Bílý Halštrov.
V roce 2008 nechala ašská radnice prozkoumat doubravské prameny. Ukázalo se, že se jedná o podobné prameny, jako v sousedním Bad Elsteru, což by mohlo vézt k obnově turistiky v tomto regionu.
24. dubna 2009 byl doubravský pramen vysvěcen pravoslavným arcibiskupem, metropolitou Kryštofem, a přejmenován na Pramen století. Město Aš tímto činem začíná s pomalou přípravou na revitalizaci Doubravy, která by podle slov MÚ Aš mohla do 10 let konkurovat blízkému lázeňskému trojúhelníku (Františkovy Lázně-Mariánské Lázně-Karlovy Vary), ale také sousednímu Bad Elsteru a Bad Brambachu.
Od roku 2009 se v Doubravě nachází pobočka společnosti Ašské lesy. V říjnu 2009 byly v Doubravě nalezeny zbytky památníku obětem 1. světové války.

## Obyvatelstvo
Podle sčítání 1930 zde žilo v 128 domech 808 obyvatel. 7 obyvatel se hlásilo k československé národnosti a 732 k německé. Žilo zde 168 římských katolíků a 637 evangelíků.
| Rok                                                         | 1869 | 1880 | 1890 | 1900 | 1910 | 1921 | 1930 | 1950 | 1961 | 1970 | 1980 | 1991 | 2001 | 2011 | 2021 |
| ----------------------------------------------------------- | ---- | ---- | ---- | ---- | ---- | ---- | ---- | ---- | ---- | ---- | ---- | ---- | ---- | ---- | ---- |
| Počet obyvatel                                              | 845  | 819  | 845  | 985  | 992  | 895  | 808  | 257  | 180  | 141  | 133  | 89   | 94   | 119  | 83   |
| Počet domů                                                  | 88   | 88   | 97   | 100  | 114  | 112  | 128  | 135  | .    | 42   | 40   | 43   | 44   | 46   | 48   |
| Počet domů v roce 1961 je zahrnut v počtu domů v Kopaninách |      |      |      |      |      |      |      |      |      |      |      |      |      |      |      |

## Obecní správa
Při sčítání lidu v letech 1850–1920 Doubrava byla osadou obce Podhradí v okrese Aš. V letech 1921–1959 byla samostatnou obcí v okrese Aš. V letech 1960–1975 byla částí obce Kopaniny v okrese Cheb. Od 1. ledna 1976 je částí města Aš v okrese Cheb.

## Pamětihodnosti
- Zedtwitzký zámek
- Relikty staré papírny (kulturní památka)
- Hrobka Zedtwitzů na místním hřbitově, která je v dezolátním stavu
- Pramen kyselky, která je stejného složení jako prameny v sousedním německém městě Bad Elster
- Dřevěná hřbitovní márnice

## Galerie

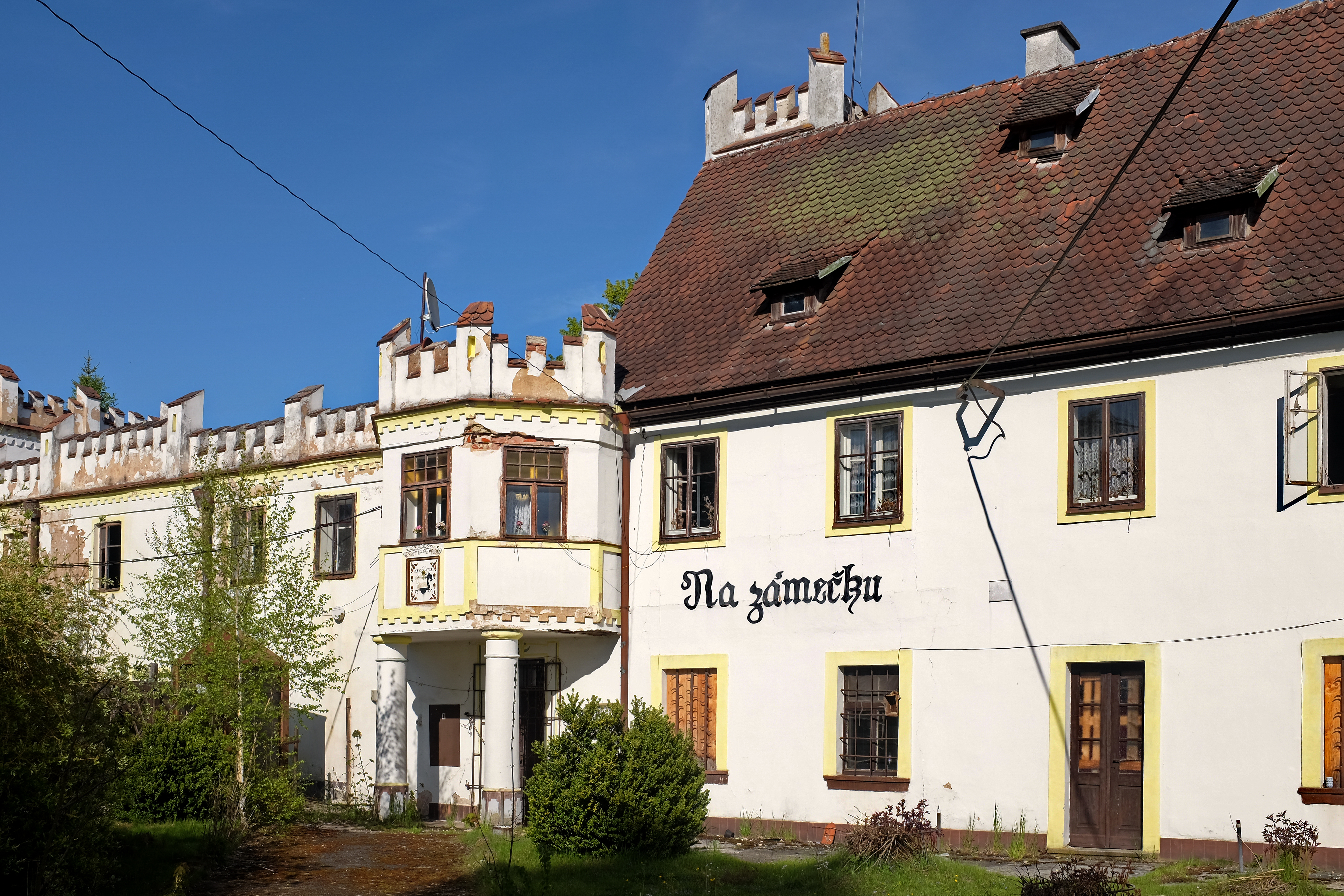
Bývalý zámek Zedtwitzů
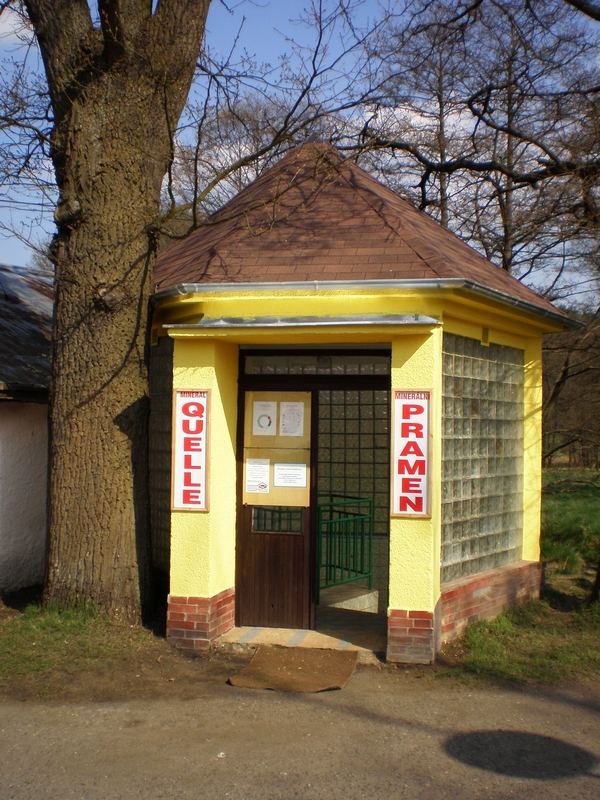
Pavilon minerálního pramene
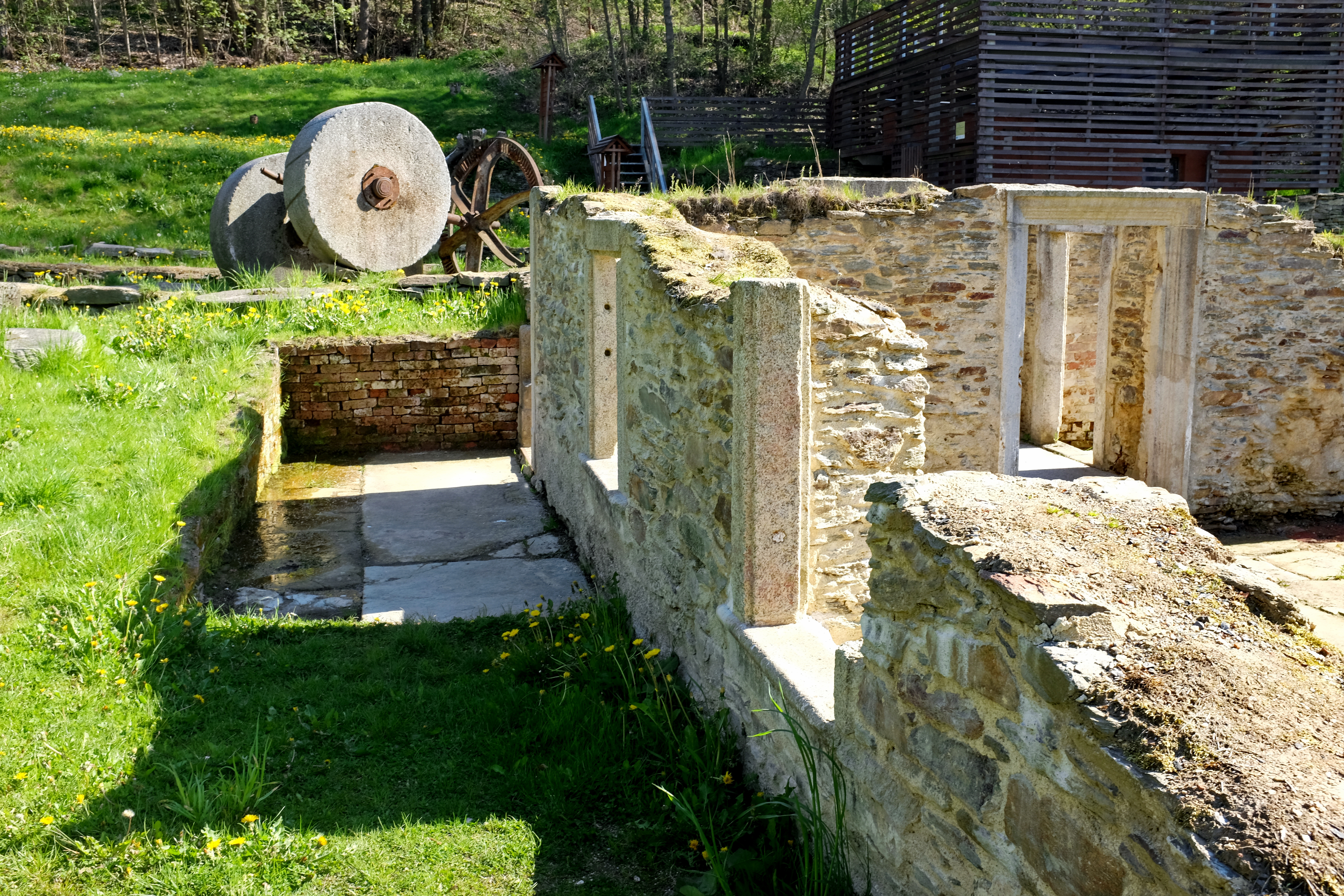
Relikty staré papírny
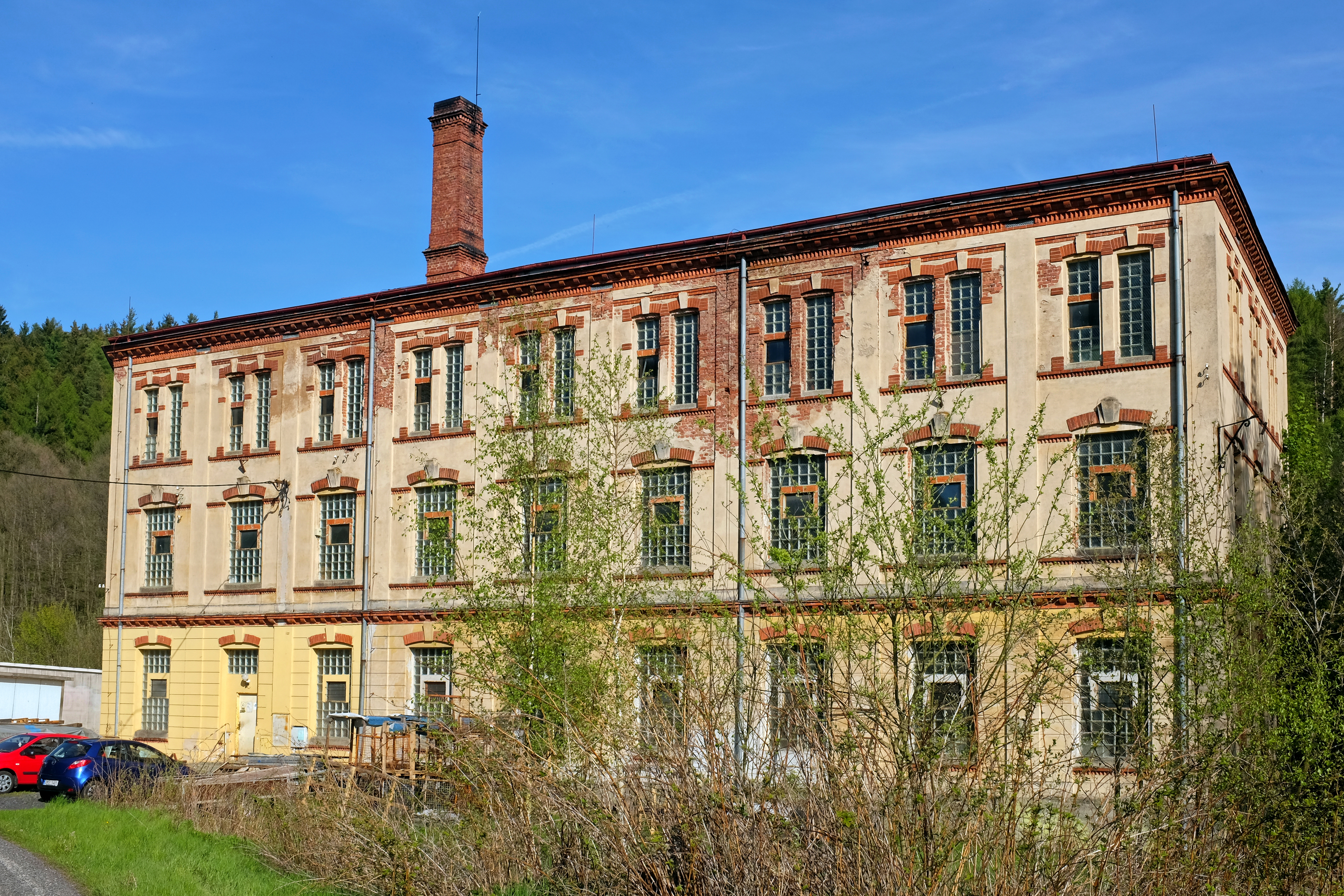
Budova bývalé tkalcovny Christian Geipel & Sohn
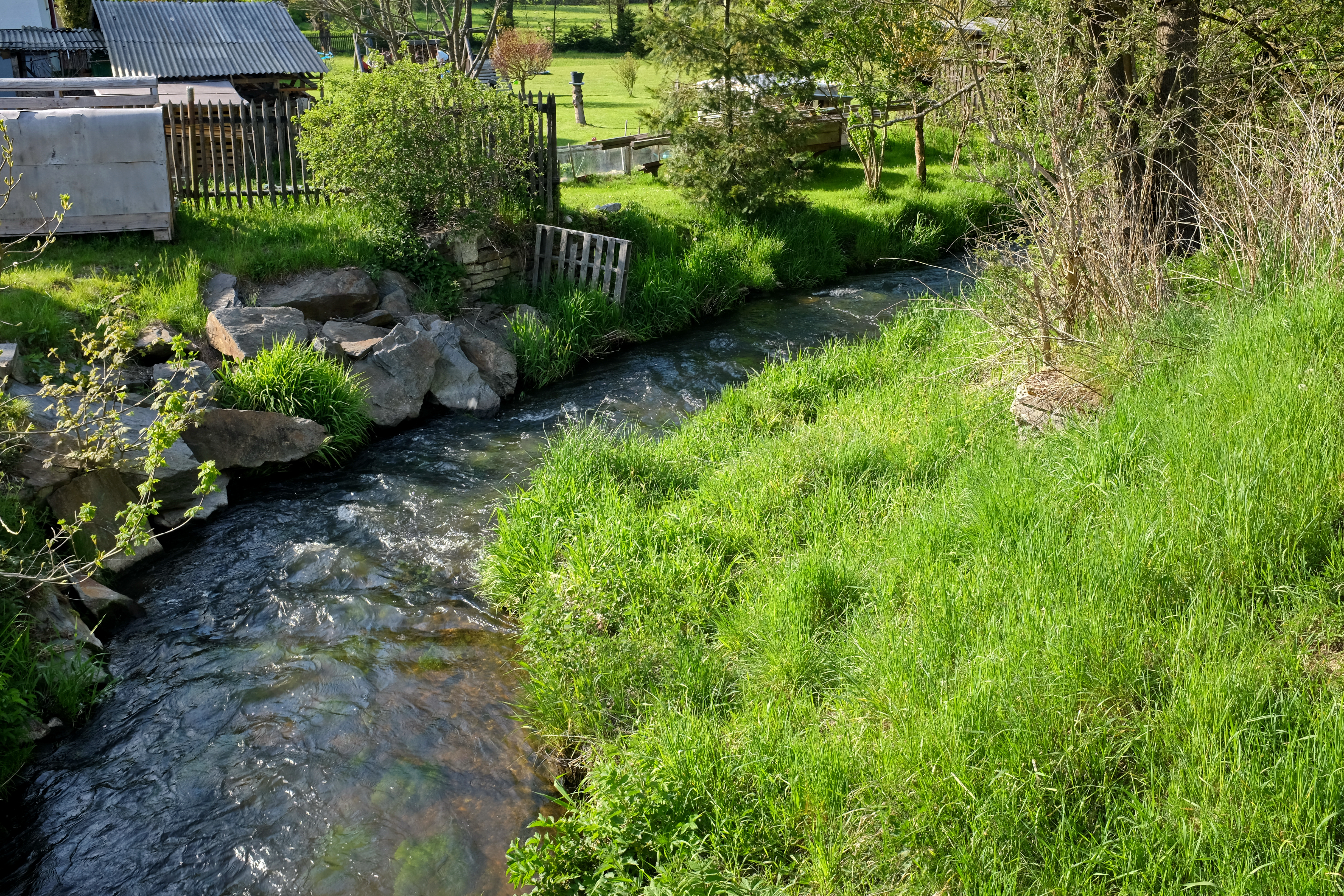
Bílý Halštrov nedaleko česko-saské hranice